# Claudia Nauerth
Claudia Nauerth (* 13. September 1941 in Königsberg (Preußen)) ist eine deutsche Christliche Archäologin.

## Werdegang
Nach der Promotion zum Dr. phil. an der Universität Heidelberg 1971, zum Dr. theol. in Heidelberg 1978 und der Habilitation in Heidelberg 1979 wurde sie 1998 Professorin an der Universität Greifswald, wo sie 2004 in den Ruhestand trat.

## Schriften (Auswahl)
- Agnellus von Ravenna. Untersuchungen zur archäologischen Methode der ravennatischen Chronisten (= Münchener Beiträge zur Mediävistik und Renaissance-Forschung. Band 15). Arbeo-Gesellschaft, München 1974, ISBN 3-920128-15-4 (formal falsch) (zugleich Dissertation, Heidelberg 1971).
- Koptische Textilkunst im spätantiken Ägypten. Die Sammlung Rautenstrauch im Städtischen Museum Simeonstift Trier (= Museumsdidaktische Führungstexte . Band 2). Spee-Verlag, Trier 1978, ISBN 3-87760-412-9.
- Vom Tod zum Leben. Die christlichen Totenerweckungen in der spätantiken Kunst (= Göttinger Orientforschungen. Reihe 2 Studien zur spätantiken und frühchristlichen Kunst. Band 1). Harrassowitz, Wiesbaden 1980, ISBN 3-447-02109-8 (zugleich Dissertation, Heidelberg 1978).
- Thekla, ihre Bilder in der frühchristlichen Kunst (= Göttinger Orientforschungen. Reihe 2 Studien zur spätantiken und frühchristlichen Kunst. Band 3). Harrassowitz, Wiesbaden 1981, ISBN 3-447-02171-3.
- Karara und El-Hibe. Die spätantiken ("koptischen") Funde aus den badischen Grabungen 1913–1914 (= Studien zur Archäologie und Geschichte Altägyptens. Band 15).  Heidelberg, Heidelberger Orientverlag 1996, ISBN 3-927552-28-3.
- Spätantike Stoffe in Kairo. Bestandskatalog des Koptischen Museums (= Ägyptologie 4). LIT-Verlag, Berlin-Münster 2020, ISBN 978-3-643-14713-4.